# エジプト鉄道

エジプト鉄道の路線図

エジプト鉄道 (アラビア語:السكك الحديدية المصرية、英語:Egyptian National Railways, ENR) はエジプトの国有鉄道で、公社形態のエジプト鉄道機関 (アラビア語:الهيئة القومية لسكك حديد مصر、英語:Egyptian Railway Authority, ERA) によって運営されている。

## 歴史

### オスマン帝国
1833年：ムハンマド・アリー・パシャは、ヨーロッパとインドの間の輸送を改善するためにスエズとカイロの間に鉄道を建設することを考えた。彼は運河建設に興味を持つフランスの圧力で中止した鉄道を買い取った。
1848年：ムハンマド・アリー・パシャ死去。
1851年：ムハンマド・アリー・パシャの後継者であるアッバース・パシャはエジプト初の標準軌鉄道を造るため、ロバート・スチーブンソン（イギリスの土木技術者）に連絡した。
1854年：第一期のナイルデルタ上のアレクサンドリアと地中海沿岸のカフル・イッサ間が開業。これはオスマン帝国にとってアフリカでも中東でも初の鉄道だった。同年アッバース・パシャ死去。
1856年：後継者のサイード・パシャによってアレクサンドリア - カイロ間が全通。
1858年：カイロとスエズ間が開通。カイロとアレクサンドリアの間のカフル・イッサでは、元々鉄道を24メートルの鉄道輸送船に乗せてナイル川を越えていた。しかし、1858年5月15日にサイードの推定相続人であるアフマド・リファート・パシャを乗せた特別列車が船から転落したために皇太子は溺死した。そのため、スチーブンソンは鉄道輸送船を500メートルの架道橋に置き換えた。
1860年：サイードによる統治終了までに、ナイル川上のディムヤート支線のバンハ・ザガジグ間が完成。サイードの後継者であるイスマイール・パシャはエジプトの近代化と鉄道開発の推進に励んだ。
1861年：支線がミト・ベラに到達。
1862年：（文久2年）日本の文久遣欧使節は紅海を経てスエズ地峡を蒸気車で越え、地中海を渡ってマルセイユに着く。
1863年：タンタとタルハまで開通。
1865年：支線がナイルデルタ上のディスークに到達。また、カイロからタルハへの第二路線が開通したことで、カイロからザガジグへ直行可能となった。
1866年：支線はタンタから南進しシビーン・コームに達した。
1867年：カイロ近くのインババとミンヤ間が開通。輸送網はナイル川西岸を南進する。
1868年：ファイユームへの短い支線が造られた。同年ニフィシャ経由でザガジグとスエズを結ぶ路線が開通。
1869年：スエズ運河開通。これによって地中海とインド洋の間の近代輸送網が完成。同年、タルハ線は地中海沿岸のディムヤートまで延長。また、サルヒヤとサマーアナ間の支線も開通。
1870年：ミンヤからマッラウィまでの南進線が開通。
1872年：カフル・イッサの西の乗換駅とインババを繋ぐことでインババが国内交通網に組み込まれた。また、カイロから南のトゥラまで開通。
1874年：マッラウィからアシュートまで開通。また、ナイル川西岸のナジー・ハッマディから東岸のアスワンまで開通。
1875年：トゥラからヘルワンまで開通。同年ナイルデルタ上では短い支線がカフル・エル・シェイクまで開通。
1876年：地中海沿岸の路線とアレクサンドリアへの連結が完了。
1879年：初の年間報告書が出され、同年にイギリス政府はイスマイール・パシャを罷免。息子のテウウィク・パシャを任命。

上記の通り、1877年までにエジプトは主要路線と緊密なナイルデルタ路線群を保有していた。しかしこの鉄道敷設や他の開発によって、イスマイールは国に大赤字をもたらした。最初の25年間は、エジプト国有鉄道は毎年報告書を作ることすら出来なかった。同年、エジプト人、イギリス人、フランス人による行政委員会は鉄道問題を整理することに合意した。同年から1888年にかけてエジプト鉄道は基本的な維持にすら苦しんだ。

### 英国の保護国化
1882年：イギリスは本格的にエジプトに侵攻・占領。
1883年：エジプト鉄道は機械技師主任のフランシス・トレヴィシックの甥のフレデリック・ハーヴェイ・トレヴィシックを指名した。トレヴィシックは246馬力の異質なエンジンを見出した。これはイングランドやスコットランド、フランス、アメリカの数多くの技師によって造られたものであった。この動力や素材の標準化の失敗は動力維持と鉄道管理全体を複雑にした。
1887年：この年までにトレヴィシックは85もの機関車やボイラー、シリンダーを一新することに成功。
1888年：これらの開発によってエジプト鉄道の運営は停滞してしまう。しかしそれによって運営はより整理された。同年までにエジプト鉄道は路線網を広げられる状態まで改善した。
1889年：この年以降、彼は4種類の機関車を1種類に統一。これによって維持費用を下げられると彼は考えた。
1890年：カイロとトゥラの間に第二路線が開通。
1891年：北方でダマンフールとディスーク間が開通。
1892年：5月15日にはナイル川にインババ橋が架けられ、カイロと西岸の南の路線を繋いだ。ここではグスタフ・エッフェルが土木技師を務めた。同年カイロの主要駅であるミスル駅が改築された。また、南路線はアシュートからギルガまで延長。
1896年：ギルガからナグ・ハッマディまで開通。同年シビーン・コームからミヌフ、アシュムまで開通。これにより、ナイルデルタを横断するタルハからディムヤートまでの路線がビヤラに到達。
1897年：ナグ・ハッマディからケナまで開通。
1898年：ルクソールとアスワンまで開通。鉄道完成にともない、同年第一アスワンダムとアシュートダムの工事が始まった。この計画の主要部分は1890年に政府によって作られており、エジプトの灌漑農業や輸出能力、ヨーロッパの債権者への支払い能力の向上を目指していた。同年までにはナイルデルタ線はカフル・エル・シェイクまで達し、ディムヤートからアレクサンドリアに直行出来るようになった。
1904年：重要な延長であるスエズ運河西岸のニフィシャからイスマイリアの間が開通し、アル・カンタラーの西とポートサイドが結ばれた。その後路線網の拡大は減速した。
1911年：カイロ北方線が開通した。

### 英国の正式な保護国に
1914年：ザガジグとジフタ間が開通。イギリスおよびフランス両国の支援を受けて、第一次世界大戦前には総延長3,000kmに達するなど、鉄道網は急速に発達。
1916年：アル・カンタラーと東のパレスチナやレバノンを結ぶパレスチナ鉄道が造られ始めた。これは2回の世界大戦の間に3回に分けて造られた。これはパレスチナとの国境のラファフまで延長され、エジプトの遠征能力の高さを強調した。また、オスマン帝国に抵抗するパレスチナの応援にも用いられた。
1918年：最初のエル・フェルダン鉄道橋がパレスチナ軍用鉄道のためにスエズ運河を越えた。これは船舶交通の妨げになると考えられ、第一次世界大戦後に撤去された。
第一次世界大戦後、ラファフまでの路線はイギリス委任統治領パレスチナのハイファまで伸ばされた。

### エジプト王国
1924年：インババ橋はカイロからナイル川を越える唯一の橋として改築された。
1942年：第二次世界大戦中に鋼の旋回橋が造られた。同年までに、ハイファまでの路線はレバノンのトリポリまで伸ばされ、エジプトへの戦時供給の大動脈となった。
1946～1948年：イスラエル独立戦争、1948年以降に第一次中東戦争が勃発。
1947年：インババ橋は蒸気船に傷つけられ撤去された。
1949年：休戦協定線によってパレスチナ鉄道の主要線は分断された。

### エジプト革命(1952)
1954年：スエズ運河に2つの旋回橋が造られた。
1956年：イスラエル侵攻でシナイの鉄道網は3回目の大打撃を受けた。イスラエルは4211級0-6-0ディーゼル転用機関車（1台）と545級2-6-0蒸気機関車（5台）を鹵獲した。また、1893年製6輪車両と1950年製30t蒸気クレーン車も鹵獲した。両方イスラエル鉄道が艦隊の修理に用いた。
1957年：3月にシナイからの撤退を強要されるまで、イスラエルは機械的に鉄道を含むインフラを破壊した。
1963年：スエズ運河に代わりの橋が完成した。同年、シナイの鉄道はエジプト本土の鉄道と再結合されたが、イスラエルとは繋げなかった。
1967年：代わりの橋も第三次中東戦争で破壊された。同年イスラエルはシナイ侵攻で、EMD G8（1台）、EMD G12（4台）、EMD G16ディーゼル機関車（3台）を鹵獲した。それらは全てイスラエル鉄道の所有物になった。その後もイスラエルは再三に渡って占領中のシナイの鉄道網を破壊し、その資材はスエズ運河東岸の要塞化に用いられた。エジプトから鹵獲した車両等は全てハイファのイスラエル鉄道博物館に所蔵されている。
2001年：新しい2つの旋回橋が造られ、世界最大の旋回橋とされている。

## 運営
2005年現在、エジプト鉄道は5,063キロメートルの路線を運行している（標準軌）。2003/2004年度は、年間約4億1,800万人（国内の人員総輸送量の約39％）の旅客と、約1,200万トン（国内の貨物総輸送量の約9％）の貨物を輸送した。 
鉄道網のほとんどはナイルデルタに集中し、カイロから放射状に伸びている。また地中海岸を西進してリビアに至る路線も、第二次世界大戦中に開通している。カイロからはナイル川の東岸に沿って、幹線がアスワンに至っている。隣国のイスラエルも同様の標準軌鉄道だが、現在は接続されていない。南隣のスーダンは狭軌鉄道があり、アスワンダムを船便で移動し、接続することができる。

## 旅客列車
エジプト鉄道は、同国の旅客輸送で重要な役割を占めている。通常、冷房車両は1等車か2等車、非冷房車両は2等車か3等車である。特に3等車、通勤列車の運賃は、社会政策上、低廉に設定されている。
アレクサンドリア～カイロ～アスワン間には、冷房付の寝台列車が毎日運行されており、特に旅行者に人気がある。
またアレクサンドリア～カイロ間には、ガスタービンエンジンを動力とする、フランスからの輸入車輌による高速列車「ターボトレイン」も運行されていた。

## 課題
2002年に列車火災事故（死者373人）、2006年の列車衝突事故（死者58人）などをはじめとする重大事故が多発しており、安全性の確保、施設の整備維持が課題となっている。